# 1170. grenadirski polk (Wehrmacht)
1170. grenadirski polk (izvirno nemško 1170. Grenadier-Regiment; kratica 1170. GR) je bil pehotni polk Heera v času druge svetovne vojne.

## Zgodovina
Polk je bil ustanovljen 26. avgusta 1944 kot sestavni del 570. ljudskogrenadirske divizije; še v času oblikovanja so polk preimenovali v 690. grenadirski polk.